# Andrei Wladimirowitsch Sobakarew
Andrei Wladimirowitsch Sobakarew (russisch Андрей Владимирович Собакарев; bei der FIS nach englischer Transkription Andrey Sobakarev; * 20. Dezember 1996) ist ein russischer Skilangläufer.

## Werdegang
Sobakarew startete im November 2013 in Werschina Tjoi erstmals im Eastern-Europe-Cup und belegte dabei den 108. Platz im Sprint. Bei den Nordischen Junioren-Skiweltmeisterschaften 2016 in Râșnov errang er den 15. Platz über 10 km klassisch. Ende Januar 2017 kam er bei den Nordischen Junioren-Skiweltmeisterschaften in Soldier Hollow auf den sechsten Platz im Sprint. Im folgenden Monat wurde er in Syktywkar russischer U23-Meister über 15 km klassisch und erreichte dort mit dem zweiten Platz im Sprint seine erste Podestplatzierung im Eastern-Europe-Cup. Sein erstes Weltcuprennen lief er im Januar 2018 in Planica, welches er auf dem 72. Platz im Sprint beendete. Tags darauf holte er dort mit dem neunten Platz über 15 km klassisch seine ersten Weltcuppunkte. Bei den U23-Weltmeisterschaften 2018 in Goms belegte er den 58. Platz im Sprint und den zehnten Rang über 15 km klassisch. In der Saison 2018/19 errang er den 45. Platz beim Lillehammer Triple und den 23. Platz bei der Tour de Ski 2018/19 und erreichte damit den 50. Platz im Gesamtweltcup. Bei den U23-Weltmeisterschaften 2019 in Lahti gewann er die Goldmedaille im 30-km-Massenstartrennen. Anfang März 2019 holte er bei der Winter-Universiade in Krasnojarsk die Bronzemedaille im Sprint und zusammen mit Polina Nekrasova die Silbermedaille im Teamsprint.